# Knoppenbissen
Knoppenbissen ist ein Ortsteil im Stadtteil Sand von Bergisch Gladbach.

## Geschichte
Der Name Knoppenbissen bezieht sich auf eine frühneuzeitliche Siedlungsgründung. Sie wurde 1601 erstmals als Knoppenbießen erwähnt. Die Ortschaft liegt an einem historischen Verkehrsweg, den das Urkataster als Weg von Bensberg nach Sand verzeichnet. 
Aus Carl Friedrich von Wiebekings Charte des Herzogthums Berg 1789 geht hervor, dass Knoppenbissen zu dieser Zeit Teil der Freiheit Bensberg im bergischen Kirchspiel Bensberg war. Anfang des 19. Jahrhunderts wurde im Hof auch eine Gastwirtschaft betrieben.
Unter der französischen Verwaltung zwischen 1806 und 1813 wurde das Amt Porz aufgelöst und Knoppenbissen wurde politisch der Mairie Bensberg im Kanton Bensberg zugeordnet. 1816 wandelten die Preußen die Mairie zur Bürgermeisterei Bensberg im Kreis Mülheim am Rhein.
Der Ort ist auf der Topographischen Aufnahme der Rheinlande von 1824, auf der Preußischen Uraufnahme von 1840 und ab der Preußischen Neuaufnahme von 1892 auf Messtischblättern regelmäßig als Knoppenbissen verzeichnet. Um 1890 wurde das Waldgelände von Richard Zanders und seiner Frau Anna aufgekauft und Forstwirtschaft betrieben. Um diese Zeit wurde der Hof niedergelegt. Heute lässt lediglich eine Abraumhalde die Position der Gebäude vermuten.
Um 1871 wurde nordöstlich des Hofs vom Samtweber Gerhard Brück ein Haus erbaut, das später als Mettmanns Häuschen bekannt wurde. Der ursprüngliche Fachwerkbau wurde 1970 überbaut, so dass heute lediglich Reste des alten Hauseingangs am Gebäude zu erkennen sind. Das Haus dient heute nicht mehr als dauerhafter Wohnsitz.
Aufgrund des Köln-Gesetzes wurde die Stadt Bensberg mit Wirkung zum 1. Januar 1975 mit Bergisch Gladbach zur Stadt Bergisch Gladbach zusammengeschlossen. Dabei wurde auch Knoppenbissen Teil von Bergisch Gladbach.
| Jahr | Einwohner | Wohn- gebäude | Kategorie |
| ---- | --------- | ------------- | --------- |
| 1822 | 6         |               | Bauergut  |
| 1830 | 10        |               | Bauerngut |
| 1845 | 6         | 1             | Bauergut  |
| 1871 | 11        | 2             | Hofstelle |
| 1885 | 3         | 1             | Wohnplatz |
| 1895 | 3         | 1             | Wohnplatz |
| 1905 | 2         | 1             | Wohnplatz |

## Bergbau
In der Umgebung von Knoppenbissen wurde Bergbau auf der Grube Britannia betrieben, der noch heute seine Spuren durch Halden und Gewässer in ehemaligen Tagebauen zeigt.